# Olga Gauby

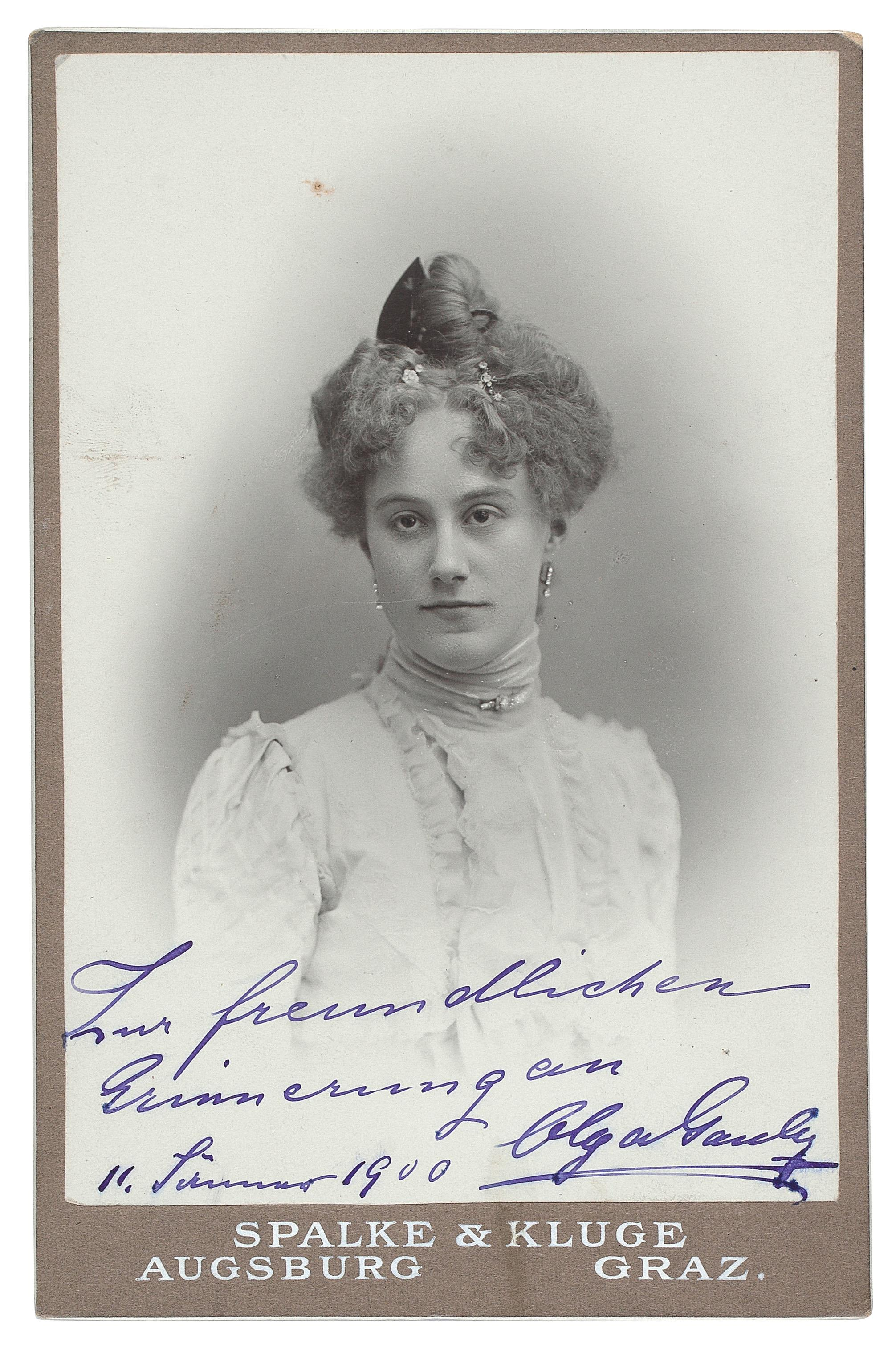
Olga Gauby, 1900

Olga Gauby (21. Juli 1879 in Graz – 1944 ebenda) war eine österreichische Theaterschauspielerin.

## Leben
Gauby, die Tochter des Grazer Stadtrates und Komponisten August Gauby (1844–1929), kam 1896 nach Wien und wurde von Adolf von Sonnenthal und Joseph Lewinsky geprüft und in der Theaterschule von Carl Arnau ausgebildet.
1898 debütierte sie als „Emilia Galotti“ in Regensburg. 1899 war sie in Augsburg beschäftigt, ab 1900 dann am Stadttheater Freiburg (Debütrolle: „Ophelia“).
1916 war sie in Schwerin tätig, 1917 in München und von spätestens 1921 bis mindestens 1932 in Chemnitz.
1944 starb Olga Gauby infolge eines Unfalls in ihrer Heimatstadt.